# Camilo de Ory
Camilo de Ory (Segovia, 4 de julio de 1970) es un poeta, narrador, articulista y músico español licenciado en Filosofía y Letras por la Universidad de Málaga. Pasó su infancia y juventud en Málaga y posteriormente se radicó en Madrid. Colabora como columnista y comentarista en diversos medios de comunicación. El humor de sus tuits ha sido motivo de controversia y de demandas judiciales, como sucedió con sus chistes sobre el niño accidentado Julen Roselló en 2019.
En enero de 2023 fue condenado a 18 meses de cárcel y 6000 € de indemnización a la familia de Julen Roselló por usar (sic) "trato burlesco, ofensivo y degradante"  en sus comentarios sobre el accidente y posterior fallecimiento del niño
Su obra poética ha recibido premios, como el Emilio Prados o el Francisco Villaespesa. Ha publicado en editoriales como Pre-Textos o Renacimiento. Además, ha colaborado en revistas literarias (como Litoral) y sus textos aparecen en antologías poéticas y de aforismos.
Es cantante y guitarrista del grupo Señora.
Desde 2024 mantiene una relación con la modelo madrileña Ana de Vito.

## Obra poética
- Lugares comunes (VII Premio Emilio Prados, Pre-Textos, Valencia, 2006); ISBN 84-8191-745-1
- Sopa de sobre (Ediciones del 4 de agosto, Logroño, 2009); ISBN 978-84-96686-77-9
- Por qué sólo beso a las estatuas (II Premio Francisco Villaespesa, Renacimiento, Sevilla, 2009); ISBN 978-84-8472-463-6[5]
- Una ocasión perdida (Miguel Gómez Ediciones, Málaga, 2012); ISBN 978-84-88326-86-7
- Errores de compás (Origami, Cádiz, 2015); ISBN 978-84-944202-5-2

## Obra narrativa
- Cosas con la lengua (Arguval, Málaga, 2002); ISBN 84-95948-07-9
- Osos en bicicleta (Boîte en Carton, Gijón, 2016); ISBN  978-84-617-5321-5
- Coprofundis (Pez de Plata, Gijón, 2023); ISBN 978-84-12696-14-1

## Ensayo, artículos y aforismos
- Dios y otros artículos (Hipálage, Sevilla, 2009); ISBN 978-84-96919-12-9
- 300 (El Gaviero, Almería, 2012); ISBN 978-84-15048-09-1
- Ser incisivo y molar (Pez de Plata, Gijón, 2020); ISBN 978-84-120784-5-9

## Antologías
- Camacho, Carmen (ed.): Fuegos de palabras. El aforismo poético español de los siglos XX y XXI (1900-2014). Sevilla: Fundación José Manuel Lara, 2018.[3]
- González, José Ramón (ed.): Pensar por lo breve. Aforística española de entresiglos (1980-2012). Gijón, Trea, 2014.

## Discos
- Señora: Señora. Family Spree Recordings, 2023. SFP002.